# Nora Ney
Iracema de Sousa Ferreira (Rio de Janeiro, 20 de março de 1922 em Olaria, Rio de Janeiro – 28 de outubro de 2003), mais conhecida pelo seu nome artístico Nora Ney, foi uma cantora, compositora e instrumentista brasileira e torcedora declarada do Olaria Atlético Clube.
Seu disco de 78 rotações  "Ninguém Me Ama", de 1952, lhe firmou como a primeira cantora brasileira na história a conseguir um disco com com certificado de ouro, quando o mesmo atingiu a marca de 300 mil cópias.
Credita-se a ela, também, como sendo a primeira intérprete brasileira a gravar uma canção de rock brasileiro, ao cantar "Ronda Das Horas", versão do clássico "Rock Around the Clock" de Bill Haley, em outubro de 1955, (trilha do filme Sementes da Violência), para a versão brasileira do filme. Em uma semana, a canção atingiu o topo das paradas de sucesso do país.
Dentre os hits "Ninguém Me Ama", "De Cigarro Em Cigarro", "Se Eu Morresse Amanhã", "Bar Da Noite", "Preconceito", "Menino Grande", "Felicidade", "Duas Lacraias" e "A Flor e o Espinho", Ney colecionou ao longo de sua carreira os títulos honorários de "Rainha das Rádios" e "Deusa". No decorrer de sua carreira, Nora apresentou-se na Argentina, China, Rodésia, Rússia e diversos outros.
Em 1958, a convite do Presidente do Brasil Juscelino Kubitschek, acompanhada de outros artistas, Ney ingressou em uma caravana artística com a finalidade de preparar a reaproximação com a União Soviética e a China. A turnê fez sucesso e resultou em seguidas viagens a trabalho para esses locais nos anos seguintes. Incluindo um show para um público de 45 mil pessoas na China. Ney foi uma das primeiras artistas e uma das poucas mulheres assumidamente de esquerda de sua época, sendo oposicionista ao regime militar no Brasil, tendo que exilar-se na Rússia devido a perseguição que viria a sofrer devido sua associação com Partido Comunista.

## Carreira

### Início
Fascinada com o mundo da música, Iracema frequentava assiduamente programas de rádio e de auditório durante sua juventude. Diferentemente das outras diversas cantoras de rádio, Nora Ney teve sua carreira incentivada por seu pai, que lhe presentou com um violão, onde a mesma aprendeu sozinha a tocar o instrumento, com a canção “Valsa de Cristal”.
Enquanto morando na Urca, conhece Dick Farney e Cibele, onde passou a apresentar-se em pequenos eventos. A amizade com este casal a levou Iracema a conhecer Lúcio Alves, que participava de reuniões do fã-clube Sinatra-Farney, na casa deste casal. Mais tarde, esse foi oficializado nos livros de história como o primeiro fã-clube da história do Brasil, que também contava com nomes como Johnny Alf, João Donato, Paulo Moura, Fafá Lemos, Klécius Caldas, Carlos Guinle, Armando Cavalcanti e Carlos Manga. Todos esses contatos a fizeram conhecer diretor da Rádio Tupi, que a contratou para cantar no programa noturno "Fantasias Musicais" apresentado por José Mauro.
Nessa mesma época, adotou o nome artístico Nora May.

### 1951—2000
Com sua fama crescendo cada vez mais, mudou seu nome artístico para Nora Ney após um fã erroneamente escrever uma carta para ela. Logo em seguida, foi convidada por Almirante para trabalhar no quadro “Viva o Samba” no programa "G-3", como substituta de Aracy de Almeida durante suas férias. Assim, começaram a surgir pedidos de Almirante e Haroldo Barbosa para que Nora adicionasse canções brasileiras ao seu repertório, onde ela adotou "Último Desejo" e "O X do Problema" de Noel Rosa que eram sucesso na voz de Aracy. Com o tempo, canções de Dorival Caymmi, Ary Barroso e outros compositores foram adicionados ao seu repertório, aumentando ainda mais seu sucesso.
Através de Copinha, por pedido de Caribé da Rocha, foi contratada pelo Copacabana Palace, onde apresentava-se como crooner. Entretanto, Ney recusou o convite e indicou Dóris Monteiro em seu lugar. O motivo da recusa foi devido seu marido não gostava da ideia dela apresentar-se a noite, mas mais tarde aceitou a proposta quando negociaram que seu marido iria acompanhá-la durante os shows. Seu talento lhe concedeu um sucesso estrondoso com o público do local e através de indicações de Marlene, Nora conseguiu um contrato na Rádio Nacional, onde firmou picos de audiência no programa Quando Canta o Brasil às 21hrs. Mais tarde, devido a grande demanda, Ney também começou a aparecer em outros programas de rádios, como "Trio do Osso" da Mayrink Veiga e a Cruzeiro do Sul. Com todas essas conquistas em sua carreira, ela conseguiu a independência financeira. Cada vez mais popular, sua voz rapidamente chamou atenção de produtores musicais.
Em 1952, através da gravadora Continental, gravou dois discos de 78 rotações; No primeiro disco, no lado A, "Menino Grande", e, no lado B, "Quanto Tempo Faz". A canção "Menino Grande" foi citada como a favorita de Getúlio Vargas. No segundo disco, a canção "Ninguém Me Ama", tornou-se um grande sucesso em território nacional. Em seu segundo disco, no lado A, "Amor, Meu Grande Amor", e, no lado B, "Ninguém me Ama". O sucesso da canção "Ninguém me Ama" foi tão grande que a canção levou o álbum a ser o primeiro disco brasileiro a receber certificação de Disco de Ouro por conta do extraordinário sucesso de vendas. O grande sucesso de "Ninguém Me Ama" foi mais tarde regravado pelo cantor estadunidense Nat King Cole quando o mesmo esteve em turnê no Brasil e apaixonou-se pela canção.

Nora Ney apresentando-se com Ciro Monteiro e Clementina de Jesus em 1968.

Com grande instrução de carreira, Ney rapidamente abraçou o público homossexual, grupo esse que era renegado pela MPB. Isso culminou no lançamento do sucesso "Preconceito", lançado em 1953. A canção tornou-se um hino entre o público da época. Durante esse tempo, também lançou as canções “De Cigarro Em Cigarro”, “Índia”, e “É Tão Gostoso, Seu Moço”, que a lhe rendeu o apelido honorário de "Rainha da Rádio" em 1963. Quando o filme Limelight de Charles Chaplin foi lançado, Nora regravou a canção "Luzes da Ribalta". Devido a boa recepção, ela também foi convidada para regravar o hit "Rock Around the Clock" de Bill Haley do filme americano Sementes da Violência, lançado no Brasil em outubro de 1955. Isso fez dela a primeira cantora a gravar o estilo musical rock em território nacional. Com apenas uma semana de lançamento, a canção estava em primeiro lugar nas paradas de sucesso do país, barrando "Cerejeira Rosa" de Zezé Gonzaga e "Farinhada" de Ivon Curi. Entretanto, apesar do grande sucesso, Nora não familiarizou-se com o estilo e dois anos mais tarde, gravou uma faixa intitulada "Cansei do Rock". Além destas obras, Nora também cantou canções para os filmes brasileiros Carnaval Atlântida e Carnaval em Caxias.
Ao lado de Jorge Goulart, seu marido, saiu em turnê internacional por países da América do Norte e do América do Sul, na Europa, na África e no Oriente Médio, tornando-se também uma das primeiras cantoras brasileiras a apresentar nos “países da cortina de ferro” no leste europeu.
Em 1 de abril de 1964, Ney apresentava-se no teatro da União Nacional dos Estudantes, quando o golpe de estado de 64 ocorreu. Com isso, Ney, ao lado se seu marido, mudaram-se para a Rússia, devido a perseguição que se iniciava contra os comunistas no Brasil. Na Rússia, Ney já era conhecida e amada devido uma apresentação feita em 1959. Apenas em 1968 ela retornou ao território nacional, onde continuou sua carreira de sucesso ao adequar-se ao estilo musical do momento; garantindo-a o apelido de "Deusa". Ao retornar para o Brasil, lançou "Mudando de Conversa" seu primeiro disco em oito anos.

Nora Ney para o jornal Correio da Manhã em 1972.

No início dos anos 70, fez residência ao lado de Goulart na boate "Feitiço da Vila", em Belo Horizonte. Mais tarde, assinou com a Som Livre, onde lançou o álbum “Tire seu Sorriso do Caminho, que Eu Quero Passar com a Minha Dor”, contando com antigos sucesso e novas canções, como “Conselho” e “A Flor e o Espinho”. Em 1973 e em 1975, sua interpretação das canções "Quem És? (Chi Sei?)" e "Bar da Noite" fez parte das trilhas sonoras das telenovelas brasileiras da TV Globo, O Bem-Amado e Gabriela, respectivamente.
Em 1979, participou do projeto bem sucedido "Seis e Meia" e do show de grande sucesso intitulado “Casal Vinte”, no teatro Sidney Miller, com roteiro e direção de Ricardo Cravo Albin. Posteriormente, também participou do projeto teatral "Roteiro de um Boêmio", que tratava sobre a vida e obra de Lupicínio Rodrigues. Dentre seus sucessos seguintes, em 1982, em comemoração aos 30 anos de união com Jorge Goulart, o casal realizou o espetáculo “De Coração a Coração”, no Teatro Armando Gonzaga, em Marechal Hermes, no Rio Janeiro. Na turnê nacional "Projeto Pixinguinha" com Jamelão.
Em 1989, ao lado de Carmélia Alves, Zezé Gonzaga, Ellen de Lima, Rosita Gonzales e Violeta Cavalcanti, suas companheiras de profissão da época, Nora apresentou-se em uma série de shows intitulados "As Eternas Cantoras do Rádio", que foi muito bem recebidos pelo público e pela crítica especializada. Mais tarde, o show tornou-se um álbum. No ano seguinte, realizou um show em comemoração ao aniversário da Rádio Cultura em São Paulo. 
Em 1992, durante um show no clube carioca Fluminense, Nora sofreu um acidente vascular cerebral. As sequelas que o acidente fez com que ela tivesse que se afastar dos palcos, consequentemente, aposentando-se.
Em 2000, foi homenageada por Elymar Santos em um de seus shows no Canecão, onde em cadeira de rodas, cantou "Ninguém Me Ama", cercada pela presença de Goulart, Carmélia Alves e R. C. Albin.

## Artisticamente
Dentre suas inspirações, destaca-se Elvira Ríos, Aracy de Almeida e Mário Reis. Seu nome artístico é inspirado na cantora estadunidense Doris Day. Durante a juventude, teve aulas de música (solfejo e leitura musical) com Aída Gnattali. Com uma dicção excelente, Nora cantava bastante próximo ao microfone para trazer algo mais dramático, com interpretações mais intimistas em suas apresentações, aproveitando-se da sua voz de contralto. Muitas vezes, Nora também cantava sussurrando para adicionar uma interpretação mais profunda em suas canções. Ela também era pouco adepta ao uso de falsete ou voz de cabeça, utilizando falsete apenas em "Amor, Meu Grande Amor". Sua técnica vocal era mais focada em sua voz de peito pesada e periodicamente o vibrato. Ao longo de sua carreira, Nora Ney demonstrou extensão vocal de 2 oitava, que abrange desde B♭2 (Si bemol na segunda oitava) até o B♭4 (Si bemol na quarta oitava).
No início de sua carreira, seu repertório era feito de canções de língua inglesa — da qual era fã da cultura americana — e francesa devido sentir que artisticamente, seu tom arrastado de cantar, não combinava com a atual sonoridade das canções de sucesso do Brasil naquele momento. Nora foi convencida por Haroldo Barbosa, que tinha um programa de sucesso na rádio Tupi, onde Nora também apresentava-se, convenceu a jovem cantora a abandonar as canções norte-americanas e a dedicar-se ao repertório de compositores brasileiros.
No começo de sua carreira, ela atendia pelo nome artístico Nora May, mas após receber uma carta de uma fã — durante os anos 50, ela também possuía uma coluna radiográfica intitulada "Revista do Rádio, onde respondia cartas abertas aos fãs — que escreveu equivocadamente seu nome como Nora Ney. Através da ideia de Sérgio Vasconcelos, diretor da rádio que trabalhava, decidiu adotar tal nome.

"Porque você me olha com esses olhos de loucura?
Por que você diz meu nome?
Por que você me procura?
Se as nossas vidas juntas
Terão sempre triste fim
Se existe um preconceito muito forte
Separando você de mim"

— Verso da canção "Preconceito", um de seus maiores sucessos.
Em suas canções, era predominante abordado assuntos como amor e abandono, além de criticas ao machismo. Além disso, ela também não se intimidou em gravar a canção "O Que Vai Ser de Mim?" de Tom Jobim e "Deus É Testemunha" que cita conteúdo religioso. Nora também foi uma das poucas artistas de sua época a abraçar o público gay. Durante sua carreira, ela trabalhou com diversos cantores e compositores, tal como Lupicínio Rodrigues, Dorival Caymmi, Antônio Almeida, Ataulfo Alves, Bidu Reis, Alcyr Pires Vermelho, Tom Jobim, Billy Blanco, Luiz Carlos Sá, Mário Lago, Luiz Bonfá, J. Cascata, César de Alencar, Fernando Lobo, Toquinho, Antônio Maria, Chocolate, Sérgio Bittencourt, Evaldo Gouveia, Valzinho, Denis Brean e Rafael Puglielli, além de profissionais estrangeiros, como José Asunción Flores.
Ao lado de Maysa, Ângela Maria, Elizeth Cardoso e Dolores Duran, consagrou-se como uma das maiores intérpretes do samba-canção, gênero musical surgido na década de 1930, comparado ao bolero, pela exaltação do amor romântico ou pelo sofrimento de um amor não realizado. Nora também aventurou-se cantando samba, gravando as canções “Gosto, Gosto de você”,  “Não Diga Não”, “Meu Lamento”, “Vou de Tamanco” e “Se a Saudade Me Apertar…”.
Dentre outros artistas que a citam como influência, destaca-se Simone, Ellen de Lima, Claudette Soares e Belchior.

## Vida pessoal
Nascida em Olaria, na Rua Angélica Mota, Rio de Janeiro, Iracema mudou-se para bairro do Flamengo com sua família em 1937. Filha de Dárcio Custódio Fereira, natural de Rio Novo, Minas Gerais e funcionário arquivista da Câmara dos Deputados, enquanto sua mãe era enfermeira. Iracema possuía duas irmãs mais velhas: Stella e Andiara. Ela estudou no Colégio Estadual Amaro Cavalcanti, em Largo do Machado, onde participava do time de vôlei. Pouco tempo depois ela se formou em contabilidade pelo Instituto Rui Barbosa. Carinhosamente, era apelidada de "Caminha" entre os familiares.

Jorge Goulart e Nora Ney (1972).

No fim da década de 40, Nora casou-se pela primeira vez, com Cleido Maia, um homem seis anos mais velho que trabalhava no Diário Carioca, com quem teve dois filhos, Vera Lúcia (que veio a tornar-se Miss Guanabara em 1963) e Hélio (que foi estudar na França e segundo Nora, "é um bom baterista"). Entretanto, seu marido era infiel e alcoolista. O relacionamento ficou conturbado e Iracema era vítima constante de violência doméstica. Um dos episódios mais marcantes ocorreu quando os noticiários bombardearam o país com a “tentativa de suicídio” de Nora em 28 de agosto de 1952; seu marido, Cleido, a obrigou a tomar vários barbitúricos. Nora foi internada em estado delicado e mais tarde prestou depoimento para a polícia sobre o ocorrido. Entretanto, seu marido desmentiu o ocorrido, dizendo que aquilo foi uma tentativa de marketing de Nora para impulsionar seu nome por estar perto de lançar novo material. Mais tarde, com o dinheiro que conseguia como cantora, alugou e mobiliou um apartamento em Copacabana, fugindo do marido sob ameaças de morte; todo esse drama acabou tornando-se um show midiático na época, em que sob uma sociedade conservadora, Iracema estava errada. Ela então entrou com uma ação de desquite litigioso, da qual saiu vitoriosa.
Logo em seguida, no camarim do Copacabana Palace Hotel, conheceu o cantor Jorge Goulart, que tornou-se seu par amoroso e colaborador profissional. Em 1953 decidiram morar juntos. Ele a ajudou na criação de seus filhos, e com os anos sua enteada, Maria Célia, passou a viver com o casal. O casal veio a casar-se apenas em 1992, em uma cerimônia na Igreja Presbiteriana Unida, a qual o casal frequentava há alguns anos, após se terem tornado evangélicos.
Comunista ferrenha, nos anos 60, ao lado do marido, Jorge Goulart, abriu o próprio partido político comunista. Devido ao golpe militar de 1964 e à atuação política de seu marido no Partido Comunista, Nora e sua família tiveram que se autoexilar para a Rússia, devido perseguição que começaram a sofrer no Brasil.

## Morte
Em 1979 passou por sérios problemas de saúde por conta de um câncer na bexiga, do qual se recuperou. Em 6 de julho de 2001, devido a uma insuficiência respiratória, da qual sofria de doença pulmonar obstrutiva crónica há anos, Ney foi internada no centro de tratamento intensivo do Hospital Samaritano, no Rio de Janeiro.
A cantora morreu aos 81 anos, em 28 de outubro de 2003, por falência de múltiplos órgãos, no Hospital Samaritano, onde estava internada havia três meses. Seu enterro ocorreu no Cemitério Parque Jardim da Saudade, em Sulacap.

## Discografia

### Álbuns de estúdio
- Canta Nora Ney (1955)
- Eu Sou Nora Ney e Canto (1957)
- Nora Ney (1958)
- Ninguém me Ama (1960)
- Mudando de Conversa (1968)[nota 3]
- Feitiço da Vila (1971)[nota 4]
- Tire seu Sorriso do Caminho, que Eu Quero Passar com a Minha Dor (1972)
- Jubileu de Prata (1977)[nota 5]
- Meu Cantar É Tempestade de Saudade (1987)

### Compilações
- Nora Ney (1973)[nota 6]
- As Eternas Cantoras do Rádio (1991)
- Nora Ney (1993)
- Mestres da MPB - Nora Ney (1994)
- Acervo Especial - Nora Ney  (1994)
- A Música Brasileira Deste Século por seus Autores e Intérpretes (2000)
- Amor, Meu Grande Amor - Nora Ney e Jorge Goulart (2000)

## Filmografia
| Ano  | Título                       | Cargo / Personagem | Notas        |
| ---- | ---------------------------- | --- | ------------ |
| 1952 | Carnaval Atlântida           | Ela Mesma | Filme        |
| 1953 | Três Recrutas                | Ela Mesma | Filme        |
| 1954 | Carnaval em Caxias           | Ela Mesma | Filme        |
| 1954 | Malandros em Quarta Dimensão | Ela mesma | Filme        |
| 1955 | Vamos com Calma              | Ela Mesma | Filme        |
| 1955 | Carnaval em lá Maior         | Ela Mesma | Filme        |
| 1957 | Garotas e Samba              | Na base de dados da cinemateca conta que ela está presente no filme, mas na versão do filme na internet, ela não aparece, possivelmente o filme está incompleto. | Filme        |
| 1959 | Pintando o Sete              | Uma atriz imita Nora, cantando a música ''Meu amor me deixou''                                                                                                   | Filme        |
| 1990 | Nostalgia                    | Ela Mesma | Filme        |
| 2009 | Cantoras do Rádio            | Ela Mesma | Documentário |

Nota: Esta Lista feita em base no banco de dados oficial da Cinemateca